# Stanislav Oliferčyk
Stanislav Serhijovyč Oliferčyk (in ucraino Станіслав Сергійович Оліферчик?; tras. angl.: Stanislav Serhiyovych Oliferchyk; Mariupol', 9 maggio 1996) è un tuffatore ucraino.

## Palmarès
- Europei di nuoto/tuffi

Kiev 2017: argento nel sincro 3m misto.
Glasgow 2018: bronzo nel sincro 3m misto.
Kiev 2019: oro nel sincro 3m misto.
Belgrado 2024: argento nella squadra mista.
- Universiadi

Taipei 2017: argento nel sincro 3m misti.